# Heggattu, Sagar
Heggattu là một làng thuộc tehsil Sagar, huyện Shimoga, bang Karnataka, Ấn Độ.